# 開放名單
開放名單指在比例代表制選舉中除了政黨以外，選民可圈選名單中的候選人以決定當選順序，例如日本參議院選舉的比例代表制部分和比利時眾議院選制是選人或選黨擇一，義大利眾議院則是依政黨公告名單填寫屬意候選人。
其缺點為，因為選民可以自由選人，使得在地方上有名氣或是知名度高的人容易當選，對比較沒有知名度的新秀候選人或專業領域候選人不利，容易成為變相的「黨內」複數選區制。另外相對於封閉式名單，會有較複雜的結果。

## 制度

### 開放式名單 （相對封閉）
「相對封閉」的開放名單制是其中一個候選人必須得到充分的配額票使自己穩定情況下當選。（從廣義上講，這個配額是總投票數除以要填補的地方數。通常所需的確切數字是黑爾數額，但也可以使用特羅普數額。）
該黨贏得的席位總數減去達到此配額的候選人數量，即可獲得未填充席位的數量。然後將這些連續分配給在原始列表中排名最高的黨尚未當選的候選人。

### 開放式名單 （很大開放）
在「很大開放」的名單制度中，選舉配額可以從上述配額中降低。然後（理論上）可能會有更多的黨派候選人達到這個配額，而不是政黨贏得的總席位數。因此，應事先明確清單排名或絕對選票是否優先於該情況。

### 開放式名單 （最開放）

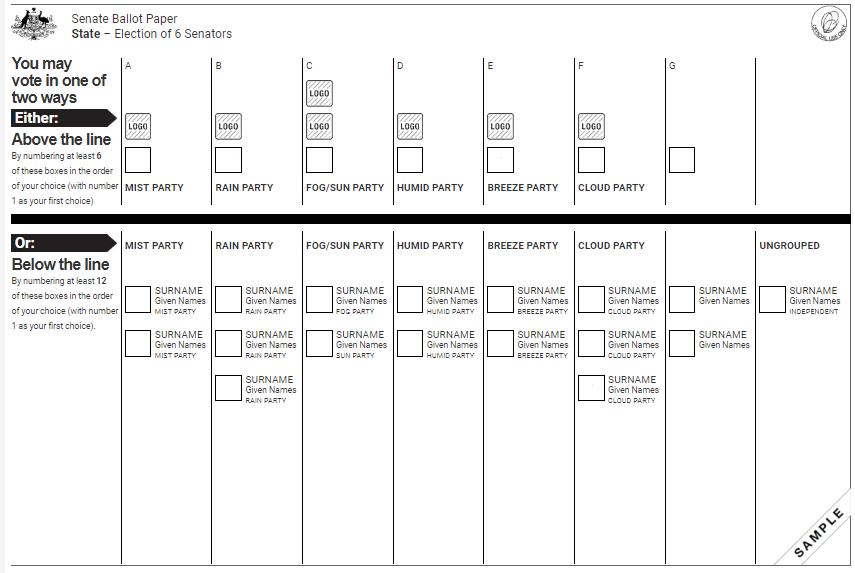
開放名單樣張

「最開放」的名單系統是每個候選人收到的絕對票數完全決定「選舉順序」（列表排名可能僅作為「決勝局」）的系統。
該系統用於所有芬蘭、拉脫維亞和巴西的多席位選舉。雖然在芬蘭可以通過擲硬幣來解決問題，但在巴西以年長者優先。
自2001年至2016年，「最開放」的開放式名單也被用於日本參議院的96個比例代表制席位（另有其他146個席位通過多數制度，SNTV / FPTP系統選出）。

### 自由式名單
指除了政黨以外，選民可圈選名單中的候選人以決定當選順序，且可以連選至總選舉人數。選民也可以以類似於累積投票的方式向一名候選人投票，並「刪除」（德語：Streichen或Reihen，法語：latoisage）一些候選人的姓名。這使選民能夠更好地控制選出誰要當選。
它在列支敦士登、盧森堡和瑞士的各級選舉中，和用於厄瓜多爾、薩爾瓦多和洪都拉斯的國會選舉，以及大多數德國各州的地方選舉以及擁有1000名居民的法國基本行政區。

## 投票方法
使用傳統的紙質投票時，一些操作開放式列表系統的方法如下：

## 採用國家
除開放名單外，部分國家或同時採用其他選舉方法。例如上議院選舉採用開放名單，下議院選舉採用其他方法。

### 非洲
- 刚果民主共和国[1]

### 歐洲
- 阿尔巴尼亚
- 奥地利[2]
- 比利时[2]
- [3]
- 保加利亚，自2014年[4]
- ，自2015年國會選舉[5]
- 賽普勒斯[2]
- 丹麦[2]
- 爱沙尼亚[CEPPS 1]
- 芬兰[2]
- 德国 的如下地区:
  -  汉堡
  - 各州的部分市镇选举
- 希腊[2]
- 冰島
- 義大利，適用於歐洲議會、區域及市鎭選舉；在選舉改革前，亦適用於國會選舉。[6]
- 拉脫維亞[CEPPS 2]
- 列支敦斯登[2]
- 盧森堡[CEPPS 3]
- 荷蘭[CEPPS 4]
- 北賽普勒斯
- 挪威[CEPPS 5]
- 波蘭
- 圣马力诺[2]
- 斯洛伐克[CEPPS 6]
- 斯洛維尼亞[CEPPS 7]
- 西班牙，適用於參議院選舉。
- 瑞典[CEPPS 8]
- 瑞士[7]

### 美洲
- 巴西[7]
- 智利[7]
- 哥伦比亚[CEPPS 9]
- [8]
- 薩爾瓦多[9][10][11]
- [12]

### 亞太
- 斐济[13]
- 印度尼西亞[CEPPS 10]
- 伊拉克[14]
- 日本[15]（參議院2001年起）
- 黎巴嫩[16]
- 斯里蘭卡[CEPPS 11]

## 外部連結
- British Columbia Citizens' Assembly on Electoral Reform - A debate on the merits of open and closed lists by the Citizens' Assembly on Electoral Reform in the Canadian province of British Columbia, 2004.
- "Preferential Voting: Definition and Classification" （页面存档备份，存于） - Paper presented by Jurij Toplak at the annual meeting of the Midwest Political Science Association's 67th Annual National Conference, Chicago, IL, April 2009.